# Xavier Mellery
Xavier Mellery, né le 9 août 1845 à Laeken, et mort dans cette commune le 4 février 1921, est un peintre, dessinateur et illustrateur belge. Il est considéré comme le précurseur du symbolisme.

## Biographie

### Famille
Xavier Auguste Mellery est né à Laeken le 9 août 1845 au domicile de ses parents à la rue du Palais. Tant la famille de son père que la famille de sa mère étaient attachées au service du palais de Laeken. Ainsi, son grand-père paternel, Pierre Joseph Mellery, qui était né à Walhain en 1771 et mort à Laeken en 1820, était employé au Palais royal, et son épouse Marie Catherine Coster, née à Namur et morte à Laeken en 1830, était couturière de linge de maison. Son père, Henri Joseph Mellery, né à Bruxelles en 1799, était menuisier et jardinier au Palais royal de Laeken. Sa mère, Sophie Josèphe Parel (dont le nom est souvent orthographié Parée, ce qui est correct, ou Paray, etc.), était née à Ciney en 1802 et lingère de la Cour mais aussi la fille d'Adrien Parée qui était garde du bois et du parc du palais de Laeken.
Les parents de Xavier Mellery s'étaient mariés à Laeken en 1829 où naquirent leurs enfants. Xavier, dernier né de la fratrie, avait plusieurs sœurs ainsi qu'un frère, qu'il ne connut cependant pas car celui-ci, né en 1836, mourut à l'âge de trois ans.
Xavier Mellery, la soixantaine déjà bien entamée, épouse à Laeken en 1907, Barbe Françoise Vande Put, qui était veuve depuis 1885, avait été couturière en robes pour dames, et qui était âgée d'une douzaine d'années de plus que Xavier. 
Xavier Mellery est mort à Laeken le 4 février 1921. Il est inhumé au cimetière de Laeken, non loin de son élève Fernand Khnopff.

### Parcours artistique
Il est élève de Jean-François Portaels à l'Académie royale des beaux-arts de Bruxelles de 1860 à 1867. 
En 1870, il est lauréat du prix de Rome belge.
Xavier Mellery séjourne en 1878 sur l'île de Marken, où il réalise de nombreux croquis et tableaux inspirés de la vie quotidienne et des paysages comme hors du temps.
Il est l'auteur des cartons des quarante-huit statues des métiers bruxellois qui ornent le square du Petit Sablon à Bruxelles.
Il a été invité à plusieurs reprises aux Salons annuels du Groupe des Vingt (ou Les XX), cercle artistique d'avant-garde fondé à Bruxelles en 1883 par Octave Maus.
Vers 1887, le gouvernement le charge d'étudier la faisabilité d'un projet d'Alphonse Balat, qui souhaitait couvrir le rez-de-chaussée du grand hall des Musées royaux des beaux-arts de Belgique d'une frise en sgraffite. Pour ce faire, il effectue un voyage dans divers pays européens. L'avis de Xavier Mellery est négatif et l'idée est abandonnée, mais le débat autour du projet contribuera à assurer la diffusion du sgraffite à Bruxelles vers 1890. 
Il est élu correspondant de l'Académie royale de Belgique (Classe des Beaux-Arts), le 9 janvier 1902 et il en devient membre le 2 juillet 1903.
On trouve ses œuvres dans les musées belges de Charleroi, Bruxelles, Ixelles, Mons, musée des Beaux-Arts d'Anvers et Gand.

## Œuvres
Il est un des représentants les plus importants du symbolisme en Belgique. Ses nombreuses œuvres sont mentionnées dans la notice biographique que lui a consacrée Gustave Vanzype (voir la bibliographie).
- 1878 : Intérieur dans l'île de Marken, au Musée de l'Art wallon, à Liège.
- L'inspiration, au Musée royal des beaux-arts, à Anvers.

Tableaux de Xavier Mellery
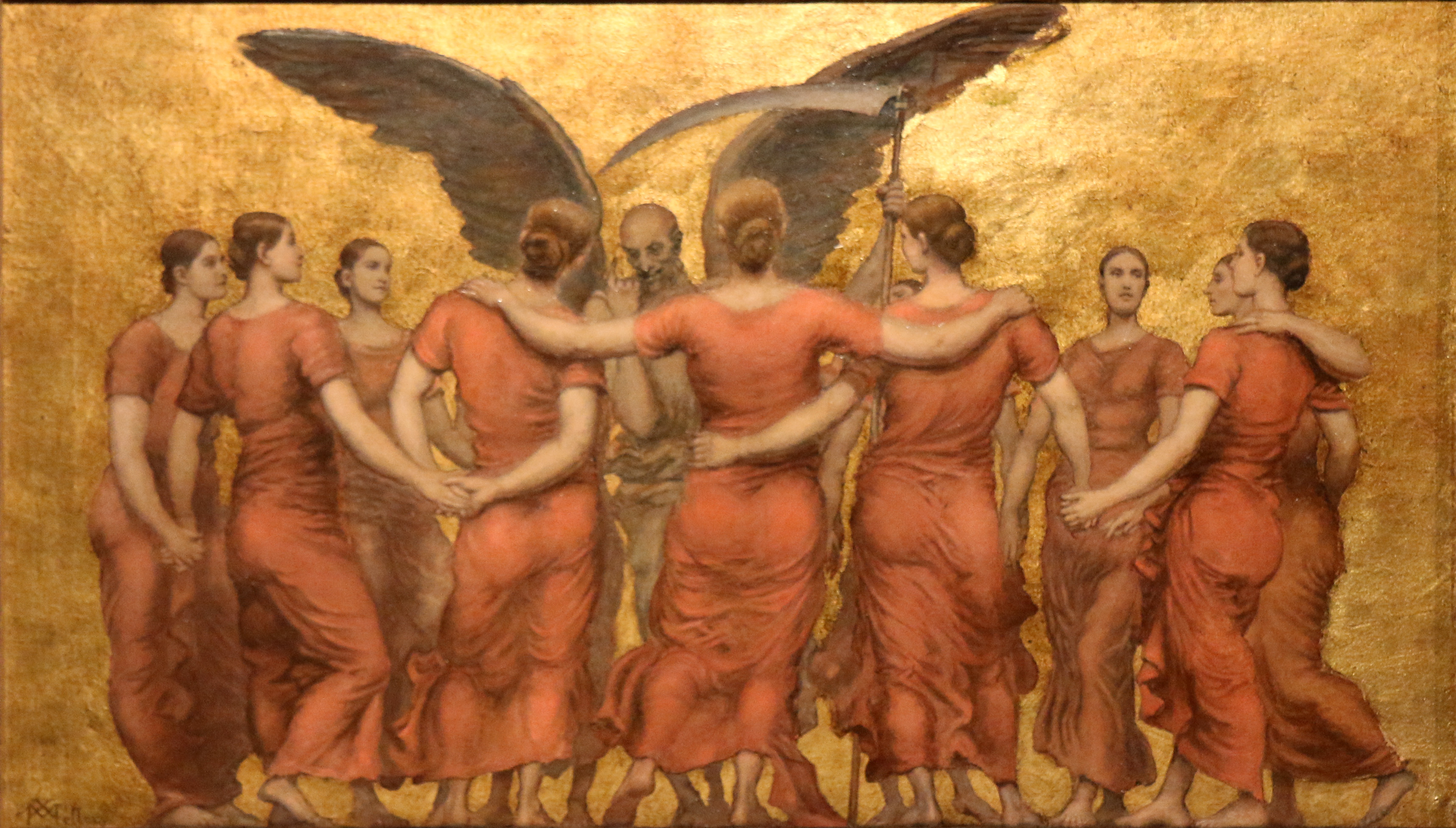
La ronde des heures
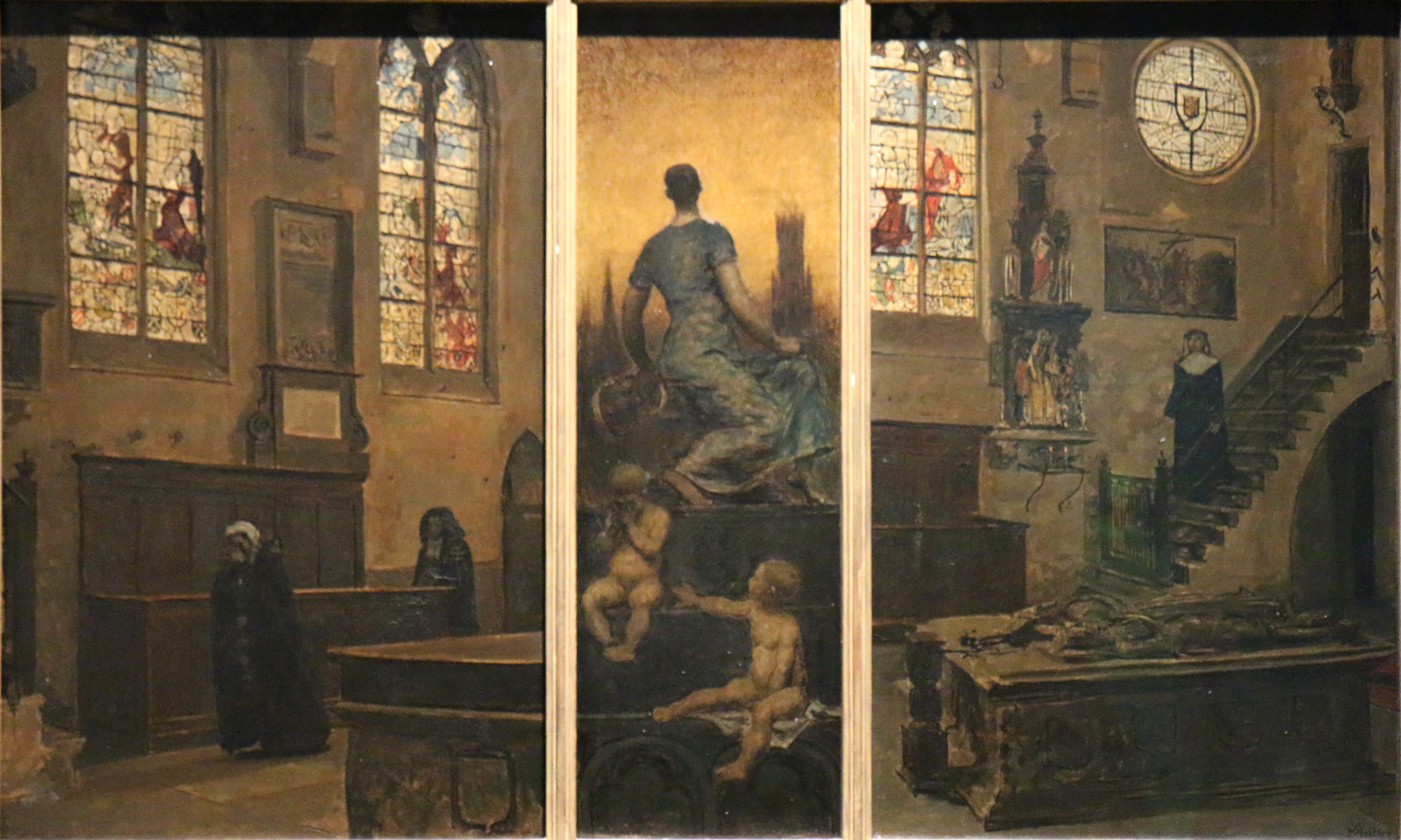
Bruges
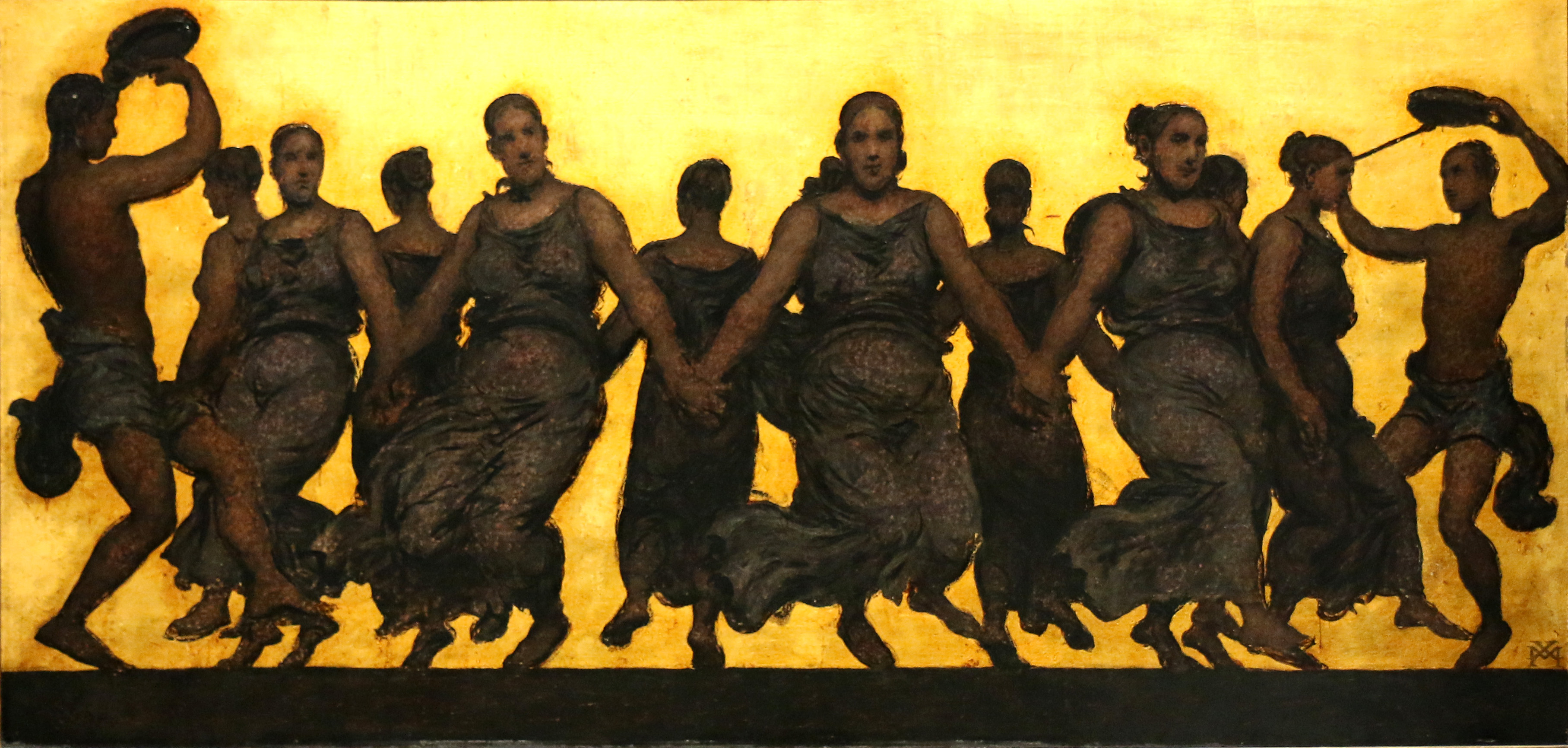
Danse

- Xavier Mellery a conçu les statues des 48 métiers historiques du jardin du Petit Sablon à Bruxelles.

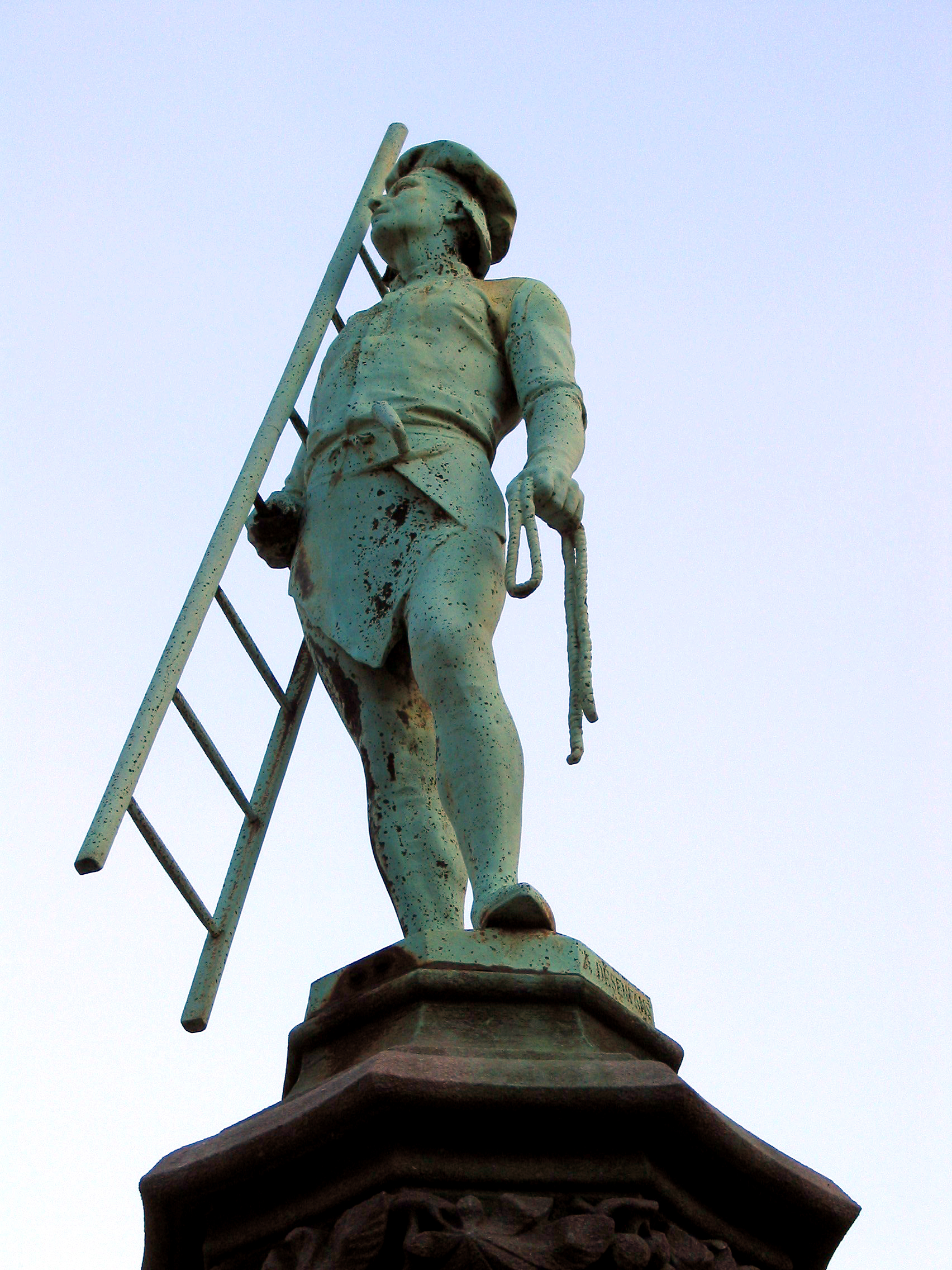
Le couvreur en tuiles.
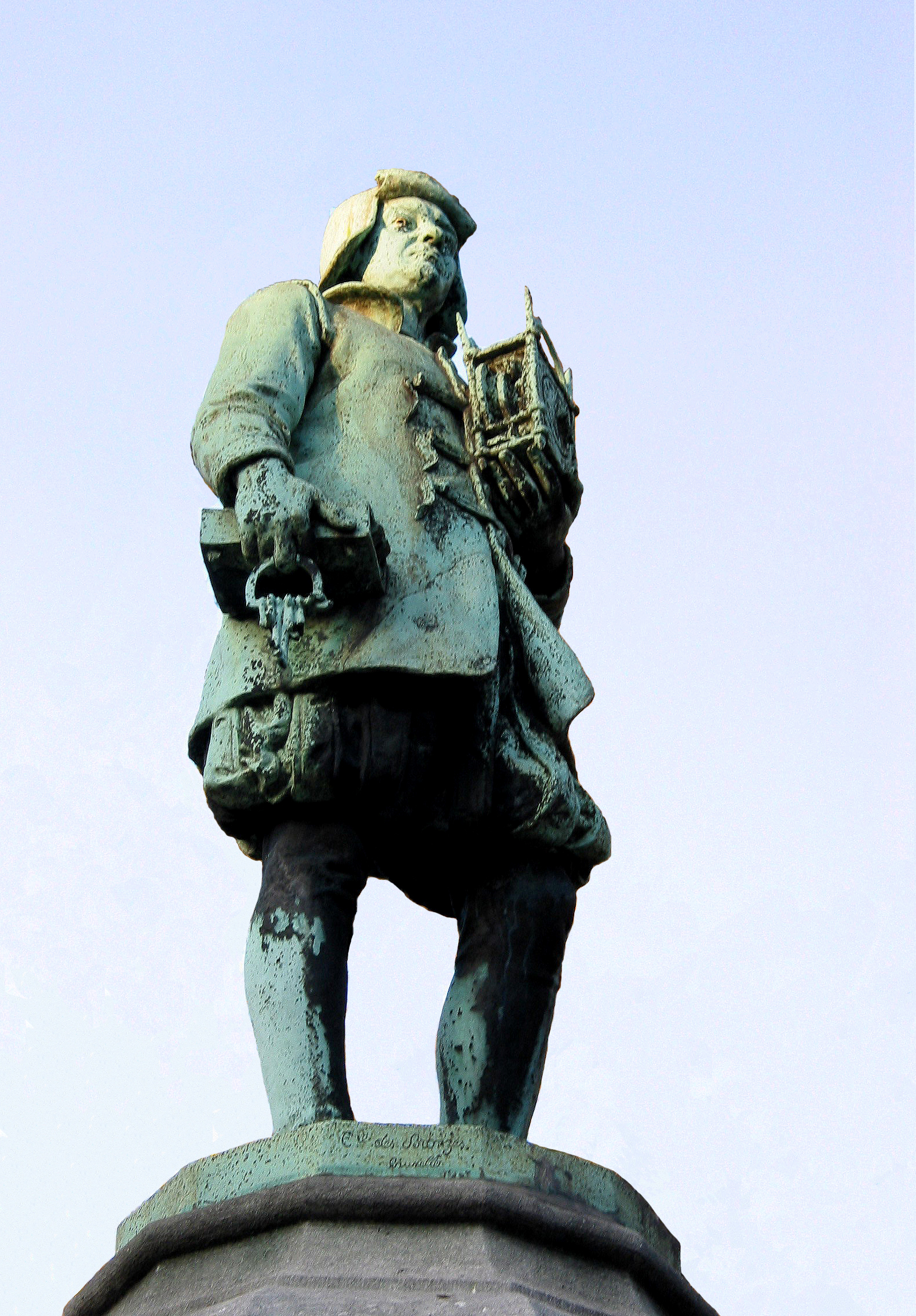
L'horloger-serrurier.
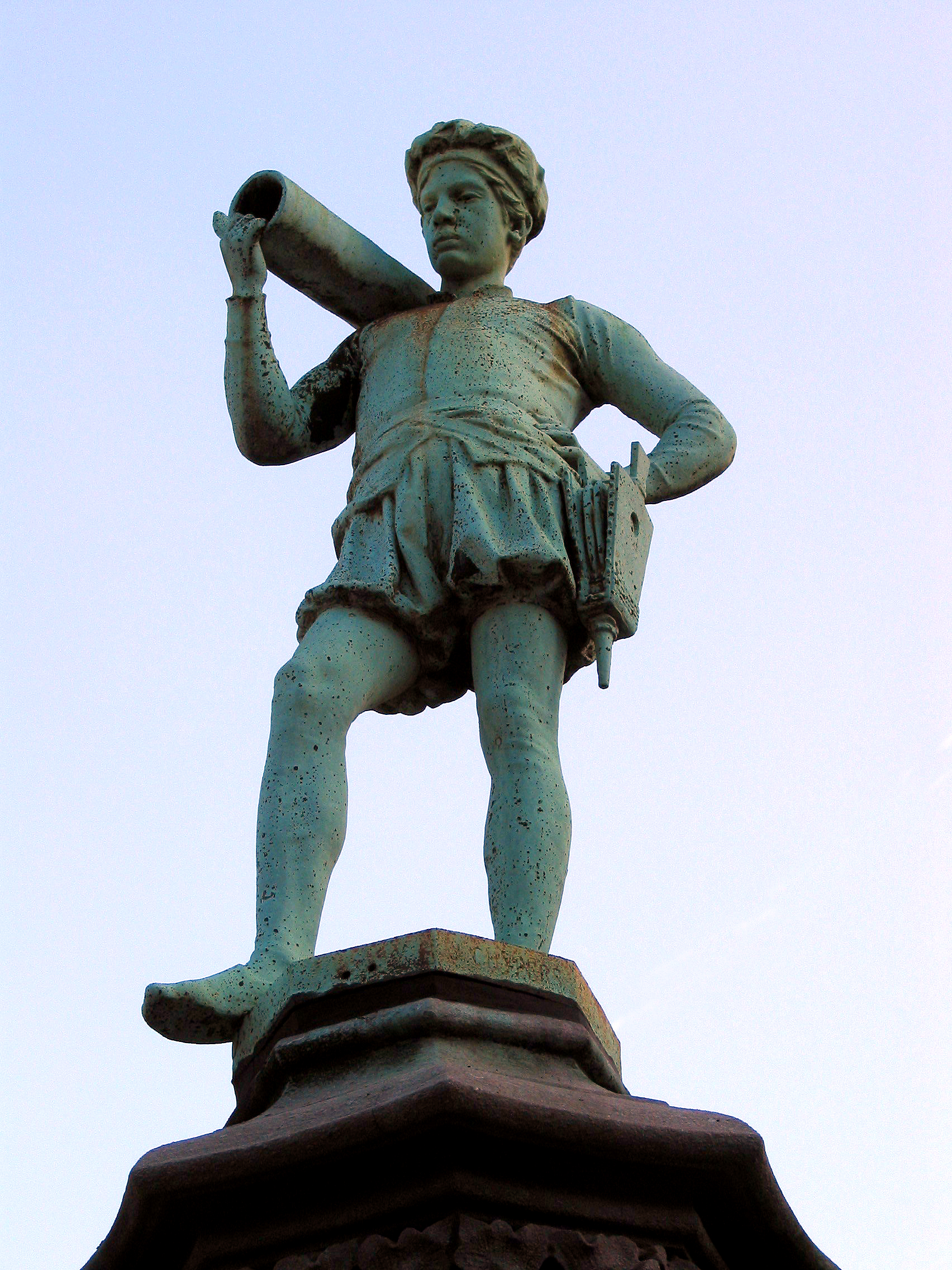
L'étainier-plombier.